# Комплекс (психологія)
Психологічний комплекс (від лат. complex — зв'язок, з'єднання; сукупність; розповідь; висновок) — група психічних факторів, які людина підсвідомо асоціює з конкретною темою, і які впливають на установку та поведінку людини. Витіснені у підсвідомість душевні конфлікти, почуття і страхи, що проявляють у невротичній поведінці. Окремо виділяють комплекси у підлітків.